# Constantin Cantemir

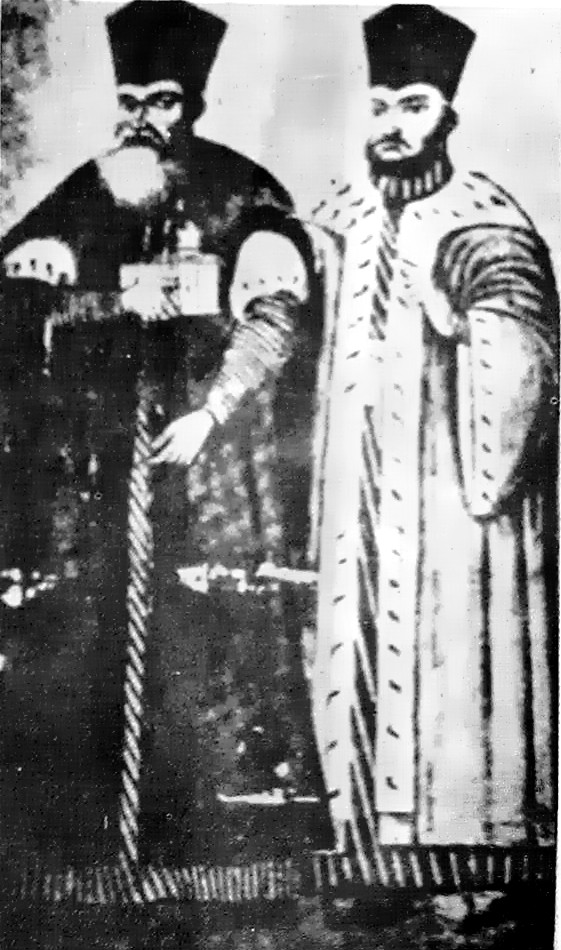
Constantin und Antioh Cantemir

Constantin Cantemir (* 1612; † 1693) war von 1685 bis zu seinem Tod Fürst der Moldau.

## Politisches Wirken
Cantemir gelangte erst im hohen Alter, mit 73 Jahren, auf den moldauischen Thron in Iași. Er galt als persönlich sehr tapfer, war aber auffallend ungebildet (wie der Chronist Ion Neculce schreibt, „...hatte er nur gelernt, seine Unterschrift zu schreiben...“). In den Kämpfen zwischen Österreichern, Polen und Türken war die Haltung des Fürsten oft nur als opportunistisch zu bezeichnen, da er zwar sich ursprünglich der Gunst Istanbuls versicherte, dann aber die Pläne der Türken den Österreichern und Polen mitteilte. Der polnischen Partei innerhalb des Fürstentums stand er aber trotzdem immer feindselig gegenüber.
Gerade wegen seines niedrigen Bildungsniveaus legte Cantemir großen Wert darauf, seinen Söhnen Antioh und Dimitrie eine gute Erziehung zu ermöglichen. Dimitrie Cantemir versuchte später in dem auf Latein verfassten Werk „Vita Constantini Cantemiri“ die von seinem Vater veranlasste Ermordung des auf polnischer Seite stehenden Miron Costins im Jahr 1691 zu erklären.

## Einschätzung
Rumäniens Geschichtsschreiber verübeln Cantemir immer noch die Hinrichtung der beiden Brüder und hohen Würdenträger Velicico und Miron Costin, wobei letzterer – neben Ion Neculce und Grigore Ureche – einer der großen Chronisten dieser Epoche war. In das Lager der Osmanen kehrte Cantemir erst zurück, als durch die Intrigen des walachischen Fürsten Constantin Brâncoveanu seine Herrschaft ernsthaft bedroht war.
Generell stellte die Regierung Cantemirs eine schwere Zeit für das Donaufürstentum dar, die Tributzahlungen an die Hohe Pforte erreichten Rekordhöhen, auch Tataren- und Poleneinfälle verwüsteten das Land.